# Dekanat Żandarmerii Wojskowej
Dekanat Żandarmerii Wojskowej – jeden z 9 dekanatów Ordynariatu Polowego Wojska Polskiego.

## Parafie
W skład dekanatu wchodzi 1 parafia:
- Parafia cywilno-wojskowa św. Michała Archanioła - Mińsk Mazowiecki. Parafia wojskowa sw. Rafała Kalinowskiego w Warszawa Rembertów